# Obwodowy układ nerwowy

Układ nerwowy człowieka. Obwodowy układ nerwowy zaznaczony jest na niebiesko.

Obwodowy układ nerwowy – część układu nerwowego przekazująca informacje pomiędzy ośrodkowym układem nerwowym a poszczególnymi narządami. Składa się ze zwojów oraz nerwów zbudowanych z włókien należących do układu somatycznego i autonomicznego. Nie jest chroniony przez kręgosłup, czaszkę, ani barierę krew-mózg, co naraża go na infekcje czy toksyny bardziej niż układ nerwowy ośrodkowy.

## Elementy składowe
- zwoje nerwowe
  - zwoje czaszkowe
  - zwoje rdzeniowe, czyli międzykręgowe
  - zwoje współczulne
  - zwoje przywspółczulne
- nerwy czaszkowe
- nerwy rdzeniowe
- nerwy układu autonomicznego
- zakończenia  nerwowe [2]

## Fizjologia
Nerwy przekazują informacje pomiędzy ośrodkowym układem nerwowym i poszczególnymi narządami. Część somatyczna obwodowego układu nerwowego składa się z włókien nerwowych czuciowych oraz ruchowych. Włókna te przewodzą impulsy nerwowe pomiędzy receptorami, ośrodkowym układem nerwowym a mięśniami lub gruczołami. Część autonomiczna łączy ośrodkowy układ nerwowy i narządy wewnętrzne, jak np. serce czy żołądek.